# Szarża pod Rokitną
Szarża pod Rokitną – szarża ułanów 2 szwadronu II Brygady Legionów Polskich podczas I wojny światowej w dniu 13 czerwca 1915.

## Sytuacja strategiczna
Na wiosnę 1915 roku II Brygada Legionów uległa reorganizacji. Została podzielona na trzy grupy taktyczne pod dowództwem odpowiednio majora Januszajtisa, pułkownika Hallera i podpułkownika Roji. 1 kwietnia dowódcą II Brygady mianowano Austriaka Ferdynanda Küttnera, 16 dni później oddziały polskie zostały skierowane na pogranicze Bukowiny i Besarabii. Zostały podporządkowane generałowi Ignazowi Edlerowi von Korda. 3 pułk piechoty Legionów pod dowództwem płk Zygmunta Zielińskiego został rozlokowany na odcinku frontu pomiędzy wsiami Dobronowce i Toporowce. Artyleria w Bałamutówce, ułani 3 szwadronu w rejonie Rarańczy, a 2 szwadron w oddalonej o około 10 kilometrów miejscowości Kotul-Ostrica. W pierwszych dniach czerwca została przeprowadzona reorganizacja 2 i 3 szwadronu ułanów w II dywizjon kawalerii legionowej. Dowództwo nad dywizjonem powierzono rotmistrzowi Zbigniewowi Dunin-Wąsowiczowi. Dowódcą 2 szwadronu został porucznik Jerzy Topór-Kisielnicki, a 3 szwadronu porucznik Juliusz Klasterski.

## Przebieg szarży
„Nasz Wąsowicz, chłop morowy,

Zbił Moskali w Cucyłowej.

Odznaczył się szwadron drugi,

Wrażej krwi on przelał strugi. 

       Pieśń szwadronu Wąsowicza

12 czerwca 1915 roku oddziały II Brygady działały w rejonie wsi Rokitna (obecnie Ukraina). Z polskimi oddziałami sąsiadowały oddziały związku taktycznego pułkownika D. Pappa z prawej strony, a od lewej oddziały 42 Dywizji Piechoty. Rozpoczął się wspólny atak w celu zdobycia zajmowanych przez Rosjan pozycji w okolicy wsi Rokitna. Pomimo zaciekłych walk wojska austriackie i polskie nie osiągały założonych celów strategicznych. 13 czerwca w godzinach przedpołudniowych pozycjom 42 Dywizji zaczęły zagrażać nacierające oddziały rosyjskie. Około południa do dywizjonu ułanów powrócił rtm. Dunin-Wąsowicz, który został wezwany do szefa sztabu II Brygady kapitana Vagasa. W celu wyparcia oddziałów rosyjskich z pozycji we wsi Rokitna oba szwadrony dywizjonu miały zaatakować z lewej flanki, wspierając piechotę szturmującą potrójne okopy rosyjskie.
Rtm. Zbigniew Dunin-Wąsowicz osobiście poprowadził swoich ułanów do walki. Po przekroczeniu bagnistych brzegów rzeczki Rokitnianki, Dunin-Wąsowicz skierował 3 szwadron do odwodu, a ze szwadronem 2. ruszył do ataku. W ciągu około 13 minut ułani przedarli się przez 3 linie wroga. W ataku wzięło udział 62 ułanów. Poległo 15, 3 kolejnych zmarło z ran, 27 zostało rannych, 6 trafiło do niewoli, 2 zaginęło w akcji, 6 wróciło do własnych pozycji cało i zdrowo. Szarża nie została wykorzystana. Oddziały piechoty w niedostatecznym stopniu wsparły ułanów. Jednak mimo odparcia szarży nocą oddziały rosyjskie opuściły swoje pozycje i wycofały się.

## Skład 2 szwadronu w chwili szarży[4]

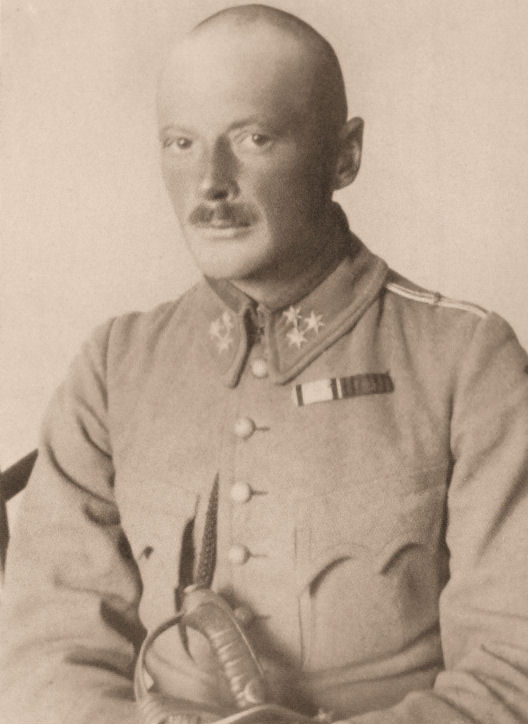
Rotmistrz Zbigniew Dunin-Wąsowicz

- 1. Zbigniew Dunin-Wąsowicz, rotmistrz, komendant II dywizjonu – † poległ
- 2. Jerzy Topór-Kisielnicki, porucznik, komendant 2 szwadronu – † poległ
- 3. Roman Prawdzic-Włodek, porucznik, zast. komendanta dywizjonu – † poległ
- 4. Marian Fąfara, porucznik, oficer prowiantowy – ranny
- 5. Tadeusz Adamski (ułan), wachmistrz szwadronowy – † poległ
- 6. Władysław Nowakowski, wachmistrz służbowy – † poległ

I pluton
- 7. Stanisław Sokołowski, komendant plutonu, wachmistrz – ranny
- 8. Karol Karasiński, kapral – † poległ
- 9. Józef Szperber[b], kapral – ranny
- 10. Stanisław Ejzerman, kapral (na bocznym patrolu) – ranny
- 11. Michał Majda, ułan – † poległ
- 12. Antoni Zwatschke, ułan – † poległ
- 13. Jan Metschke[c], ułan – ranny, w niewoli, potem odbity
- 14. Kazimierz Prokop, ułan – ranny, w niewoli
- 15. Józef Krawczyński[d], ułan – ranny
- 16. Antoni Rothkeel, ułan – ranny
- 17. Stanisław Kamiński, ułan – ranny
- 18. Józef Sala, ułan – ranny
- 19. Jan Beresz, ułan – ranny
- 20. Tadeusz Wojciechowski, ułan (na bocznym patrolu) – ranny
- 21. Jan Bylica, ułan – koń raniony

II pluton
- 22. Zygmunt Jagrym-Maleszewski, komendant wachmistrz – ranny, w niewoli, po amputacji nogi wymieniony jako inwalida
- 23. Mieczysław Chwalibóg[e], kapral – ranny, w niewoli
- 24. Tadeusz Brincken, kapral – ranny
- 25. Stefan Liszko, kapral – koń padł
- 26. Bronisław Łuszczewski, ułan – † poległ
- 27. Eugeniusz Potok-Łada, ułan – † poległ
- 28. Stanisław Kułakowski, ułan – ranny
- 29. Edward Ściborowski, ułan – ranny
- 30. Jerzy Kuszel ps. „Franciszek Skowron”, ułan
- 31. Jan Chwalibóg, ułan
- 32. Tadeusz Łękawski, ułan
- 33. Stanisław Wołoszyn, ułan
- 34. Stanisław Piątkowski, ułan – koń padł
- 35. Władysław Lipczyk, ułan
- 36. Tadeusz Olchowa, ułan

III pluton
- 37. Stanisław Rostworowski, komendant wachmistrz (komendant bocznego patrolu)
- 38. Jerzy Bolesław Świdziński, plutonowy – kontuzjowany, koń padł
- 39. Karol Krzysztof Bokalski, kapral – ranny
- 40. Stanisław Grekowicz, kapral – koń ranny
- 41. Jerzy Oskierka-Kramarczyk, kapral – koń padł
- 42. Władysław Turski, kapral – koń padł
- 43. Bolesław Kubik, ułan – † poległ
- 44. Jerzy Rakowski, ułan – † poległ
- 45. Tadeusz Starczewski ps. „Wincenty Rawski”[5], ułan – † poległ
- 46. Władysław Tworkowski, ułan – † poległ
- 47. Mikołaj Szysz, ułan – † poległ
- 48. Władysław Sierhiejewicz, ułan – †29 VI 1915 w Czerkasach z ran
- 49. Stanisław Szczepan, patrolowy – ranny
- 50. Wojciech Mazur, ułan – ranny
- 51. Jan Raszowski, ułan
- 52. Stanisław Różyc, ułan
- 53. Stanisław Tylicki, ułan – koń padł
- 54. Jan Szymański, ułan – koń padł
- 55. Karol Dobrzański, kapral (na bocznym patrolu)
- 56. Stanisław Wiącek

IV pluton
- 57. Bolesław Dunin-Wąsowicz, komendant wachmistrz – kontuzjowany
- 58. Józef Sztembartt (Stembarth lub Sztembarth[6][7]), kapral, ranny, † zmarł wskutek powikłań po odniesionych ranach 5 października 1936 roku[8]
- 59. Emil Garbaczewski, patrolowy – ranny, w niewoli
- 60. Bazyli Janiszyn, ułan – † zmarł z ran
- 61. Michał Firlit, ułan – ranny
- 62. Antoni Łabęcki[f], ułan – ranny w niewoli
- 63. Andrzej Jakubowicz, ułan – ranny w niewoli, potem odbity
- 64. Roman Senowski[9][10], ułan – ranny
- 65. Jan Stachura, ułan – ranny
- 66. Tadeusz Polański, ułan – koń padł
- 67. Piotr Skawiński, ułan
- 68. Adolf Zamoyski, ułan
- 69. Stanisław Lubicz, wachmistrz tytularny (na bocznym patrolu)
- 70. Adam Kossowski[g], kapral (na bocznym patrolu)
- 71. Hieronim Sługocki, ułan (na bocznym patrolu)
- 72. Sylwester Mechedin (Mihden), ułan - ranny

## Po szarży

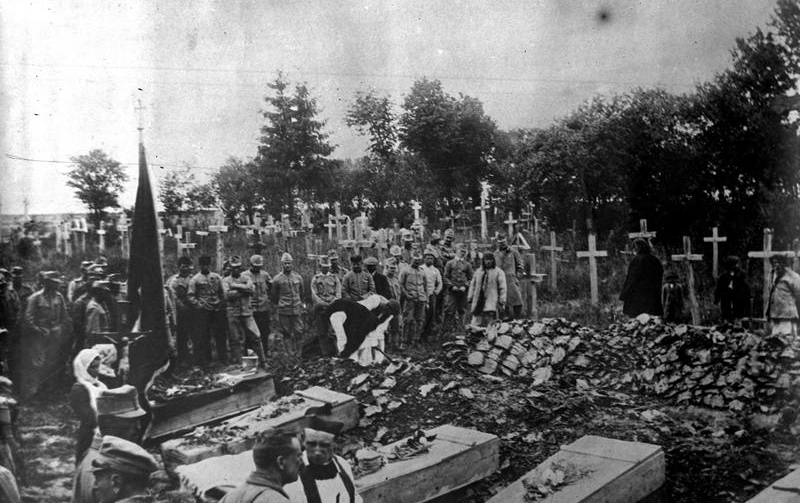
Pogrzeb poległych ułanów.

15 czerwca 1915 roku w Rarańczy na miejscowym cmentarzu odbył się pogrzeb 15 poległych w szarży ułanów. Na trumnie Zbigniewa Dunin-Wąsowicza przykrytej czerwonym suknem z wyszytym na nim orłem polskim położono ułańskie czako i złamaną szablę. Po uroczystościach odprawionych przez księdza Józefa Panasia i przemowach uczestnika szarży wachmistrza Sokołowskiego i porucznika Kordeckiego odśpiewano Boże coś Polskę i złożono trumny do wspólnej mogiły. Szarża szybko stała się tematem medialnym, informacja o wydarzeniu została rozpropagowana przez prasę polską, a następnie stała się tematem literackim i malarskim. Została opisana m.in. w książce "Legiony w boju" napisanej przez Bertolda Merwina i wydanej w 1915 oraz w książce "Bohaterstwo Legionów" autorstwa Stanisława Rostworowskiego wydanej w 1916. W okresie powojennym mogiły ułanów 2 szwadronu znalazły się poza granicami kraju w Rumunii. Po nawiązaniu kontaktów pomiędzy 2 Pułkiem Ułanów a 11 Pułkiem Huzarów Rosiori od 1918 roku to oni opiekowali się grobami polskich legionistów w Rarańczy.
Na mocy porozumienia między Rzecząpospolitą a Rumunią w lutym 1923 roku przeprowadzono ekshumację zwłok, które przewieziono do kraju. 25 lutego 1923 roku odbył się w Krakowie uroczysty pogrzeb poległych w szarży ułanów, tj. rtm Zbigniewa Dunina-Wąsowicza i 14 żołnierzy z 2 szwadronu. Brał w nim między innymi udział Józef Piłsudski oraz biskup Adam Stefan Sapieha. Piłsudski udekorował trumny orderami Virtuti Militari V klasy. Po uroczystościach na Rynku kondukt żałobny udał się na Cmentarz Rakowicki. Tutaj do zgromadzonych przemawiali ksiądz Władysław Antosz, dawny kapelan legionowy, płk Janusz Maleszewski, uczestnik szarży oraz generał Stanisław Szeptycki, który w imieniu Piłsudskiego udekorował Orderami Virtuti Militari tych uczestników szarży, którzy nie byli odznaczeni wcześniej. W dwa lata później odsłonięto pomnik na grobie ułanów.

## Upamiętnienie

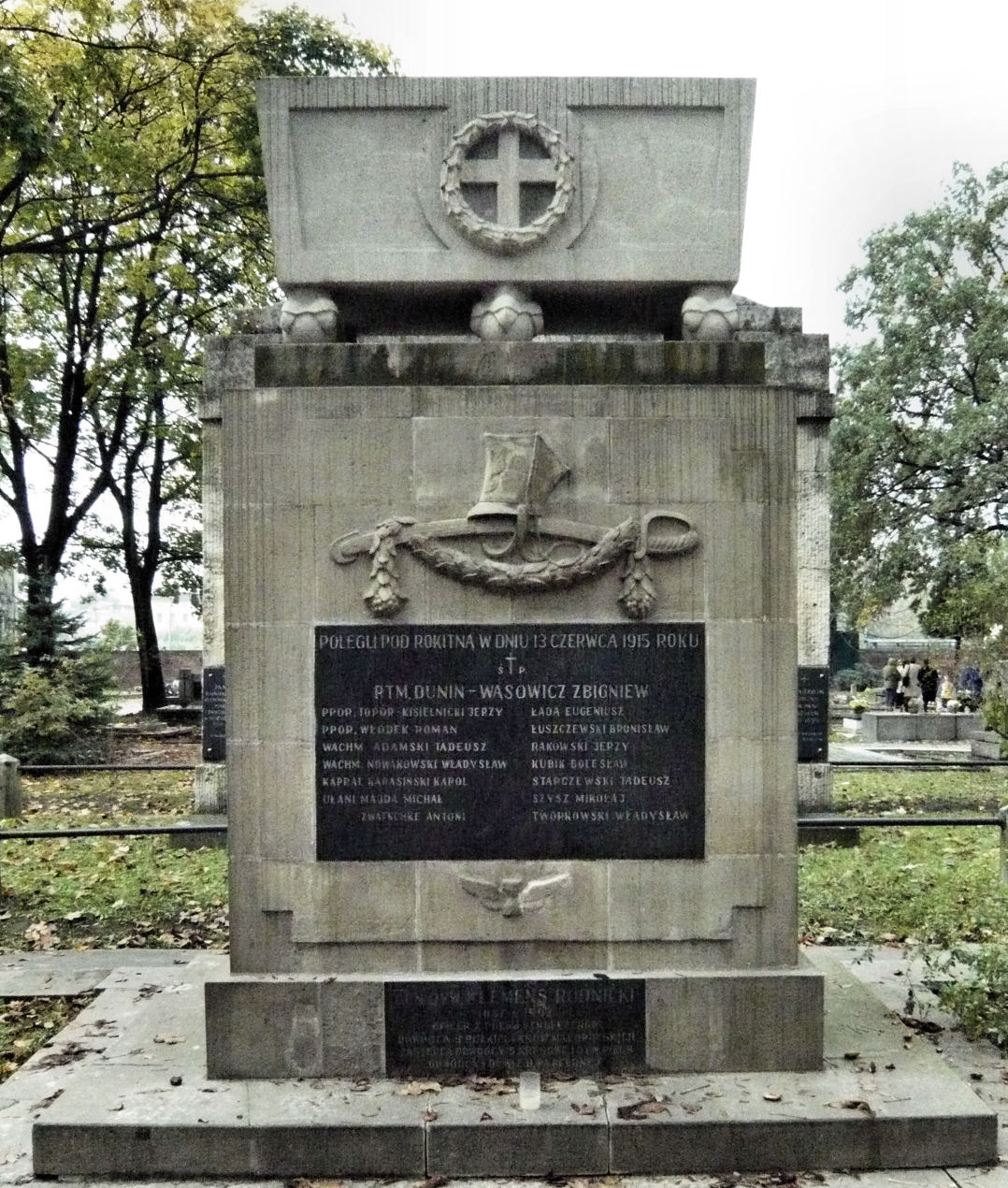
Pomnik na Cmentarzu Rakowickim.

W 1915 w Wiedniu został wybity medal upamiętniający szarżę pod Rokitną, zaprojektowany przez Jana Raszkę, na którego awersie widnieją popiersia rtm. Zbigniewa Wąsowicza, por. Kisielnickiego i por. Włodka.
W przeddzień 17 rocznicy szarży, 12 czerwca 1932 w Rarańczy odbyło się odsłonięcie pomnika upamiętniającego poległych tam legionistów.
Na Cmentarzu Rakowickim w Krakowie został ustanowiony pomnik upamiętniający poległych w bitwie, zaprojektowany przez Józefa Gałęzowskiego.
Edmund Słuszkiewicz był autorem sztuki scenicznej pt. Rokitna – Nowa Samosierra, zrealizowanej w formie słuchowiska radiowego we Lwowie w 1938 roku.
Szarża pod Rokitną stała się kanwą dla jednej z piosenek legionowych tzw. „Pieśni Szwadronu Wąsowicza”, w której upatruje się korzeni późniejszych popularnych kupletów dwuwierszowych opisujących w humorystyczny sposób wojenne losy poszczególnych polskich pułków kawaleryjskich tzw. „Żurawiejek”. Szarża jest także wspominana w zwrotce pieśni "Czerwone maki na Monte Cassino" - choć w niektórych publikowanych wersjach fragment "Jak ci spod Rokitny sprzed lat" jest zastąpiony słowami: "Jak ci spod Racławic sprzed lat".
Walki pod Rokitną  zostały upamiętnione na Grobie Nieznanego Żołnierza w Warszawie, napisem na jednej z tablic, w okresie  II RP i po 1990 "ROKITNA 13 VI 1915".
20 września 2019 miała miejsce premiera filmu Legiony w reżyserii Dariusza Gajewskiego, w którym wiernie odtworzono szarżę pod Rokitną.
W Warszawie, na Żoliborzu, znajduje się ulica "Bitwy pod Rokitną".
W Krakowie znajdują się dwie nazwy ulic upamiętniające szarżę: ul. rtm. Zbigniewa Dunin-Wąsowicza i ul. Rokitniańska.